# Spicospina flammocaerulea
Spicospina flammocaerulea is een kikker uit de familie Australische fluitkikkers (Myobatrachidae). De soort werd voor het eerst wetenschappelijk beschreven door J. Dale Roberts, Pierre Horwitz, Grant Wardell-Johnson, Linda Resnick Maxson en Michael Joseph Mahony in 1997. Het is de enige soort uit het geslacht Spicospina.

## Algemeen
De soort werd pas in 1994 ontdekt en in 1997 beschreven, tussen 1997 en 2000 werden expedities ondernomen om de populaties in kaart te brengen. De kikker heeft een kenmerkend uiterlijk; een zwarte, zeer bobbelige bovenzijde en een geeloranje buikzijde; de poten zijn oranje gekleurd.

## Voorkomen en habitat
De kikker is endemisch in Australië, meer specifiek West-Australië. De habitat bestaat uit permanent vochtige teer-moerassen in streken met veel regenval op een hoogte van 300 tot 400 meter boven zeeniveau. In de moerassen is gedurende de zomer en lente permanent water aanwezig in kleine stroompjes, zodat verdroging geen echte bedreiging is. Bosbranden vormen wel een bedreiging, maar vermoed wordt dat de kikker ook voordeel heeft bij bosbranden, omdat deze het natuurlijke leefgebied in stand houden. Ook de introductie van varkens heeft waarschijnlijk een negatieve invloed.

## Voortplanting
De mannetjes kwaken vanuit ondiepe wateren of met water gevulde holletjes van oktober tot december. De tot 200 eitjes worden een voor een afgezet. De kikkervisjes zijn waarschijnlijk vrijzwemmend maar over de ontwikkeling van deze soort is weinig bekend.